# Dentimachus pallidimaculatus
Dentimachus pallidimaculatus là một loài tò vò trong họ Ichneumonidae.